# Rogownica pięciopręcikowa
Rogownica pięciopręcikowa (Cerastium semidecandrum) – gatunek rośliny z rodziny goździkowatych. 
Gatunek śródziemnomorsko-środkowoeuropejski, zawleczony na inne kontynenty i tam naturalizowany. Jest niewielką rośliną roczną, kwitnącą wiosną i rosnącą na różnych siedliskach na glebach suchych i piaszczystych. W uprawach bywa chwastem.
Nazwa historyczna to „rogowe ziele półdziesiąte” (zaproponowana przez Krzysztofa Kluka z pisownią „puł-dziesiąte”) nawiązująca do liczby pręcików. Taką samą genezę i znaczenie ma gatunkowa nazwa naukowa (i współczesna nazwa zwyczajowa).

## Rozmieszczenie geograficzne
Występuje naturalnie niemal w całej Europie (z wyjątkiem obszarów wysuniętych najdalej na północ i wschodniej części europejskiej części Rosji), w północno-zachodniej Afryce (od Maroka po północną Libię) oraz na Bliskim Wschodzie i w rejonie Kaukazu. Na izolowanych stanowiskach rośnie na wschodzie Europy w rejonie Uralu, a poza tym w górach Azji Środkowej. Jako gatunek introdukowany i naturalizowany rośnie także na innych kontynentach. Szeroko rozprzestrzeniony jest w Ameryce Północnej, a poza tym występuje w Ameryce Południowej, Australii i na Nowej Zelandii. 
W Polsce jest pospolity na niżu z wyjątkiem północno-wschodniej części kraju, gdzie jest rzadszy, zanika także w części południowej i na obszarach górskich znany jest tylko z pojedynczych stanowisk.

## Morfologia

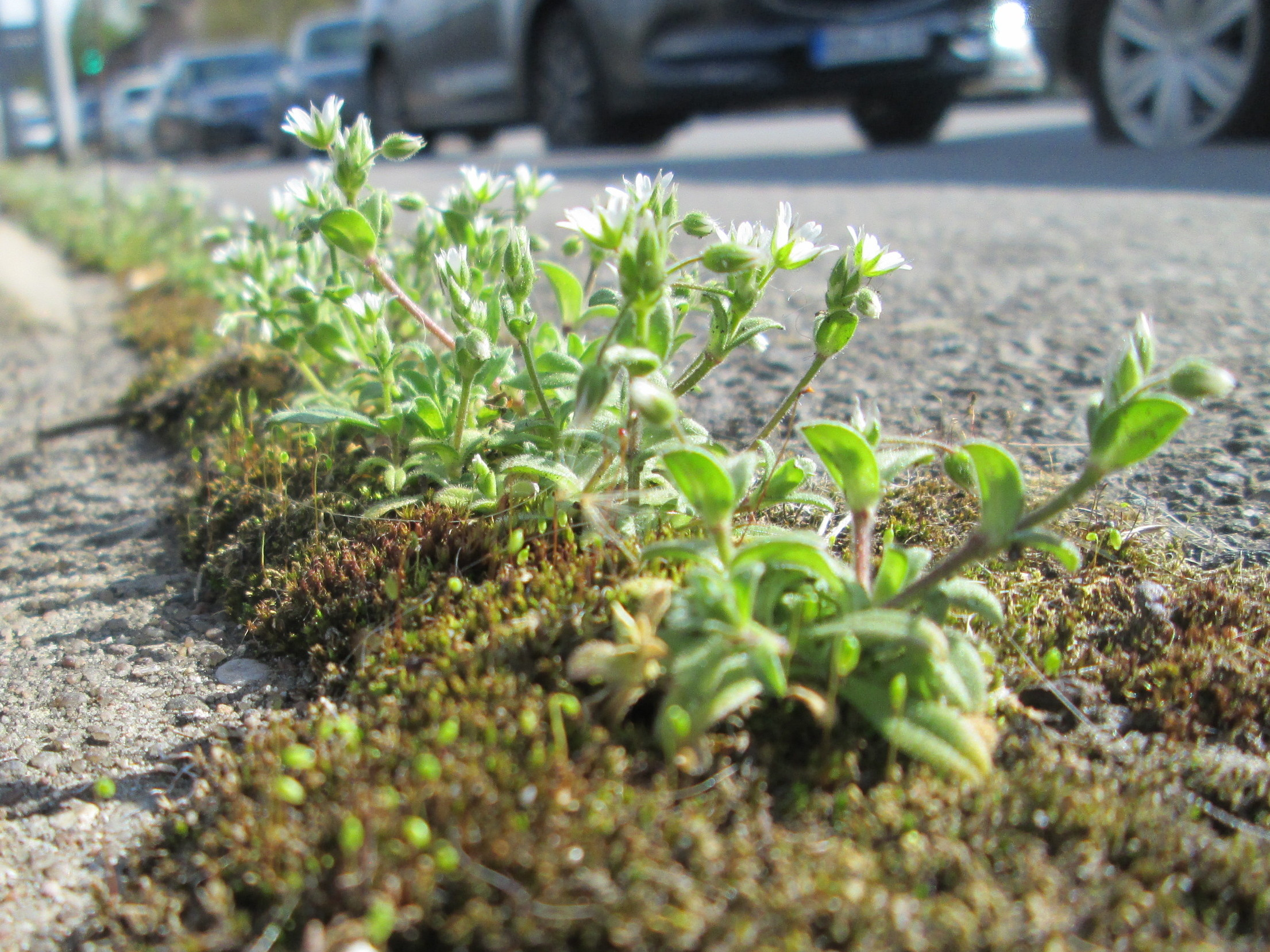
Pokrój rogownicy pięciopręcikowej

PokrójRoślina zielna o pędach prosto wzniesionych lub podnoszących się, rozgałęziających się u nasady, osiągająca zwykle od kilku do 12 cm wysokości (rzadko więcej). Łodygi okrągłe na przekroju, pokryte są gęsto włoskami prostymi i gruczołowatymi, stąd są lepkie. Korzeń cienki, palowy. Rozgałęzienia pędu nie korzenią się u nasady.
LiścieJajowate do jajowatolancetowatych, zwykle osiągające od 5 do 12 mm długości, niemal siedzące. Pokryte są włoskami prostymi, białymi. Liście szybko zamierają, ale zachowują się na łodydze (nie odpadają).
KwiatyZebrane w luźne wierzchotki dwuramienne w których rozwija się od 3 do 30 kwiatów. Rozgałęzienia wsparte są przysadkami, z których zwłaszcza najniższe są szeroko (do 1/3 ich długości) obłonione. Obłonienie jest zwykle ząbkowane, czasem porozrywane. Rozgałęzienia kwiatostanu, podsadki i działki kielicha są owłosione gruczołowato i lepkie. Szypułki długości 3–8 mm po przekwitnieniu są odgięte w dół, ale po dojrzeniu owoców podnoszą się ponownie. Działki kielicha ok. 3–6 mm długości, lancetowate, zaostrzone, obłonione. Płatki korony białe, krótsze nieco od działek lub im równe, na szczycie są wcięte. Pręcików jest 5, nagich. Szyjek słupka 5.
OwoceWalcowate, na końcu nieco wygięte torebki, długości 5–7 mm (od 1,5 do 2 razy dłuższe od działek). Na szczycie otwierające się 10 prostymi, nie odwijającymi się ząbkami. Nasiona jasnobrązowe, drobno brodawkowate, ok. 0,5 mm długości.

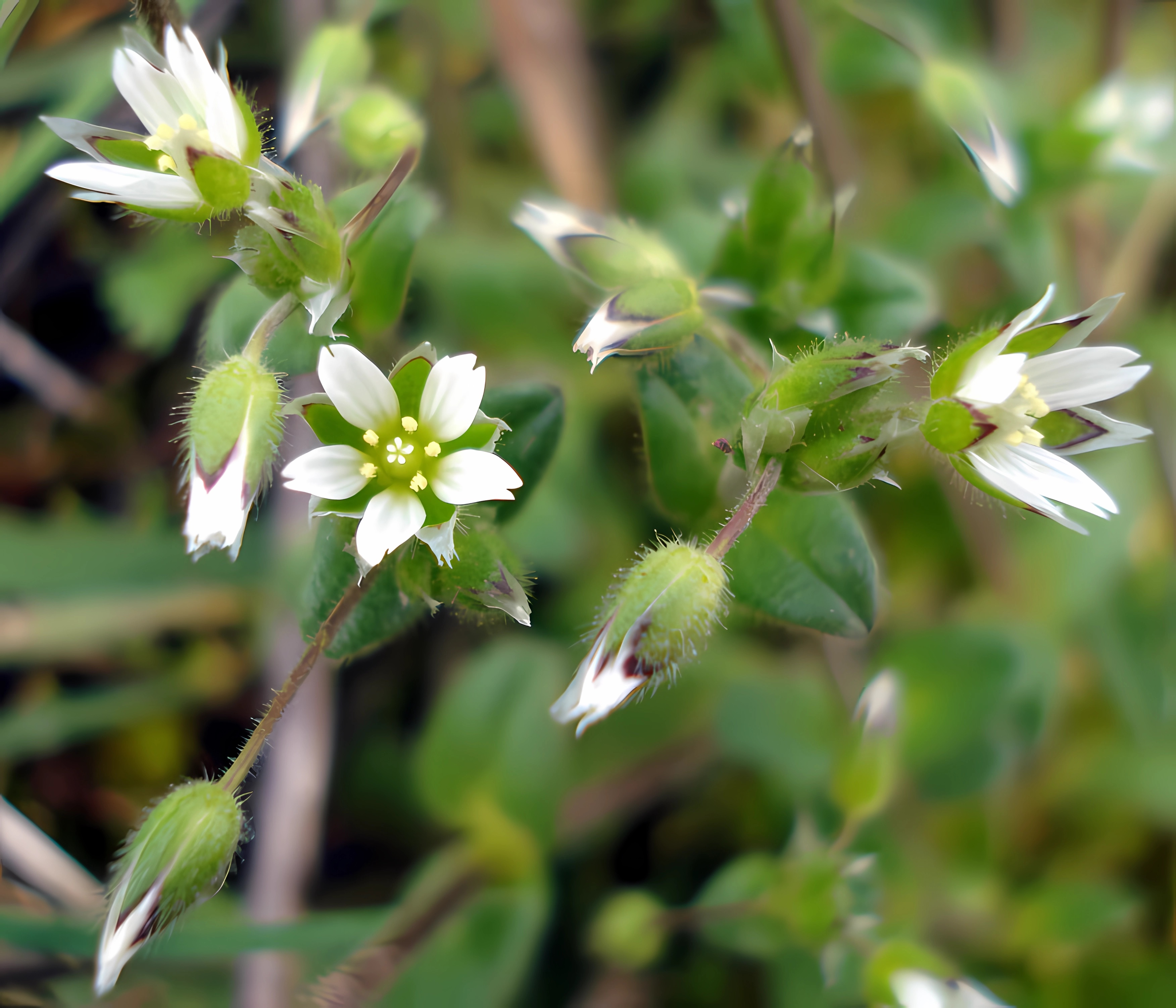
Kwiatostan
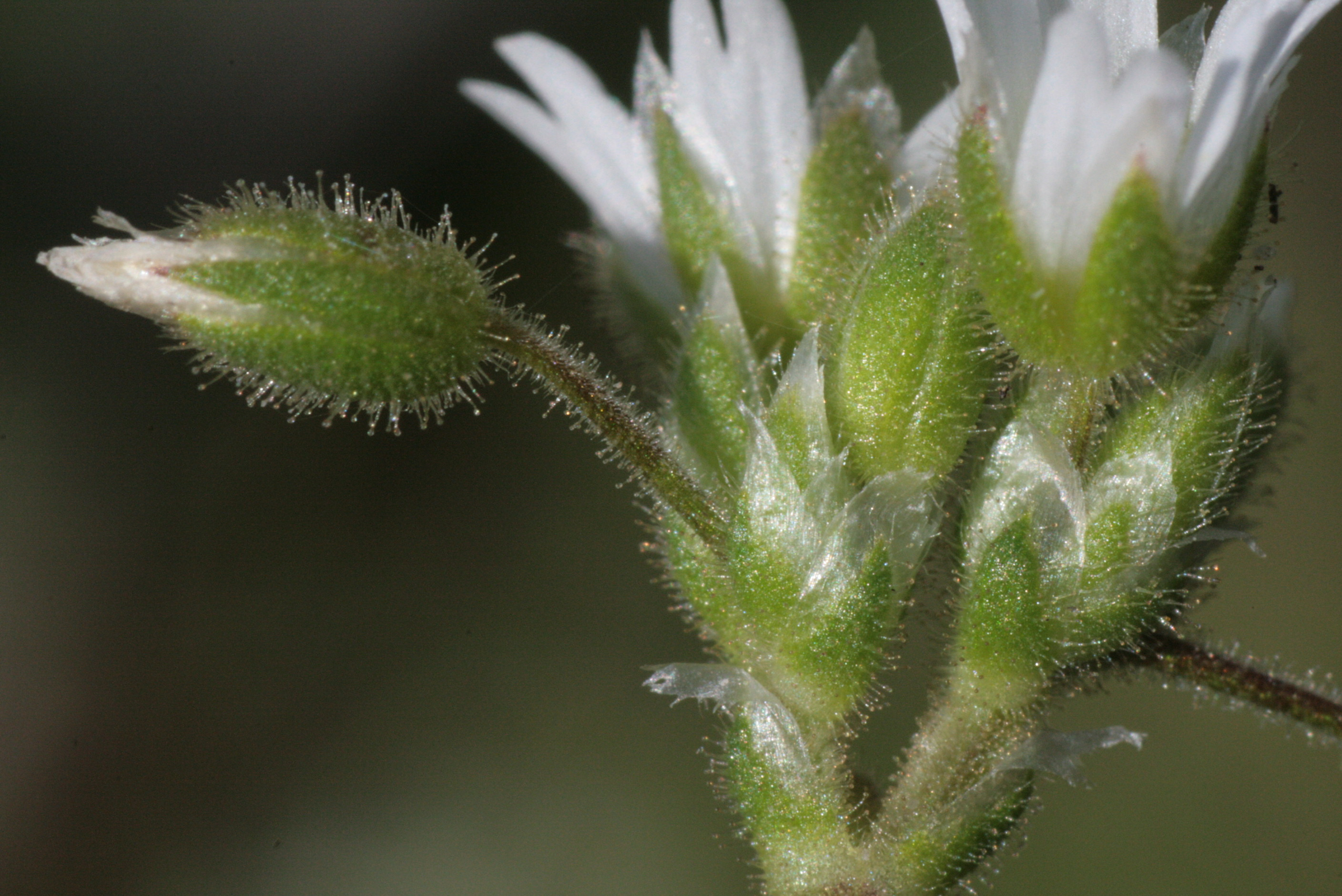
Działki i szeroko obłonione przysadki
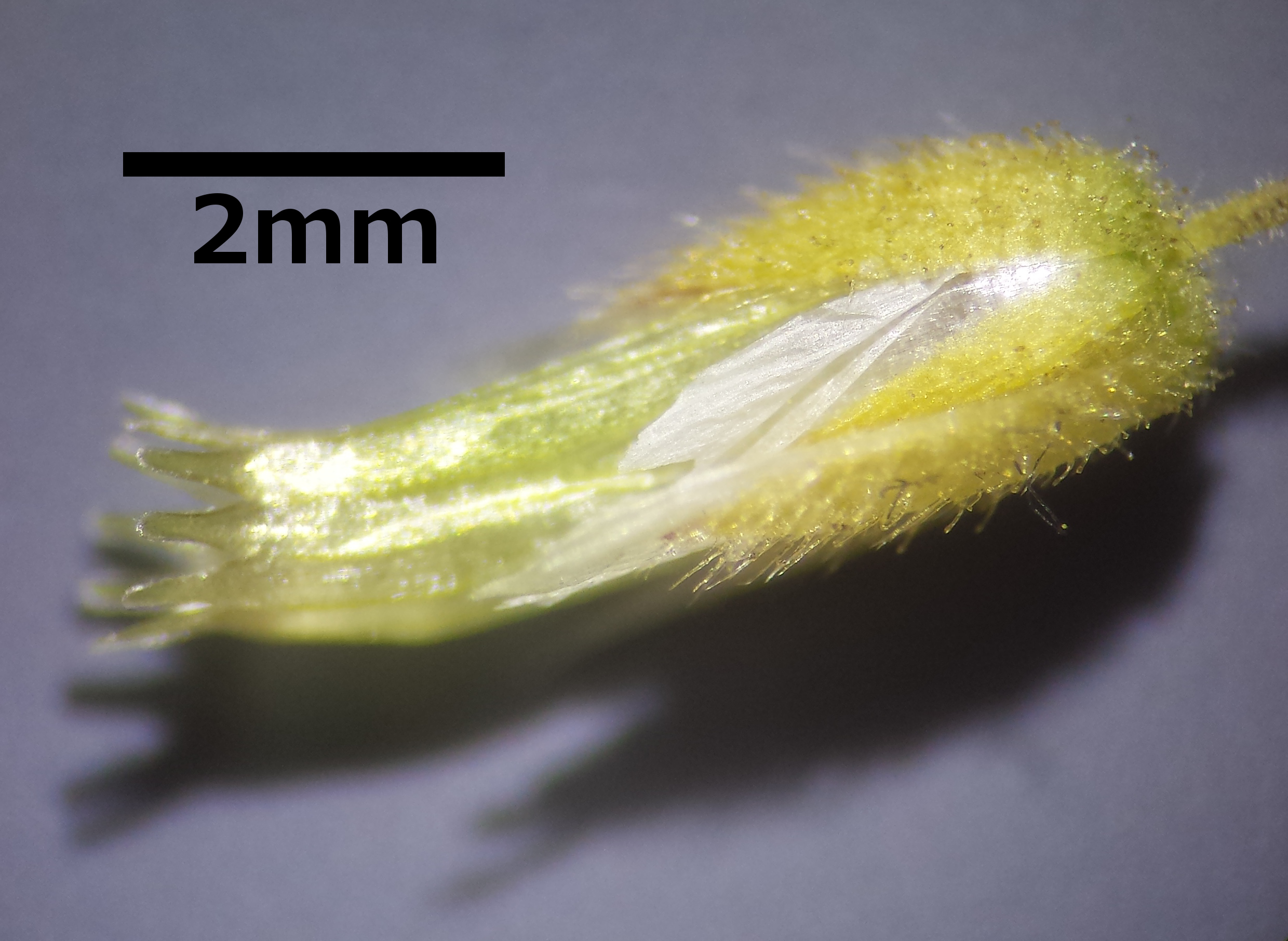
Owoc
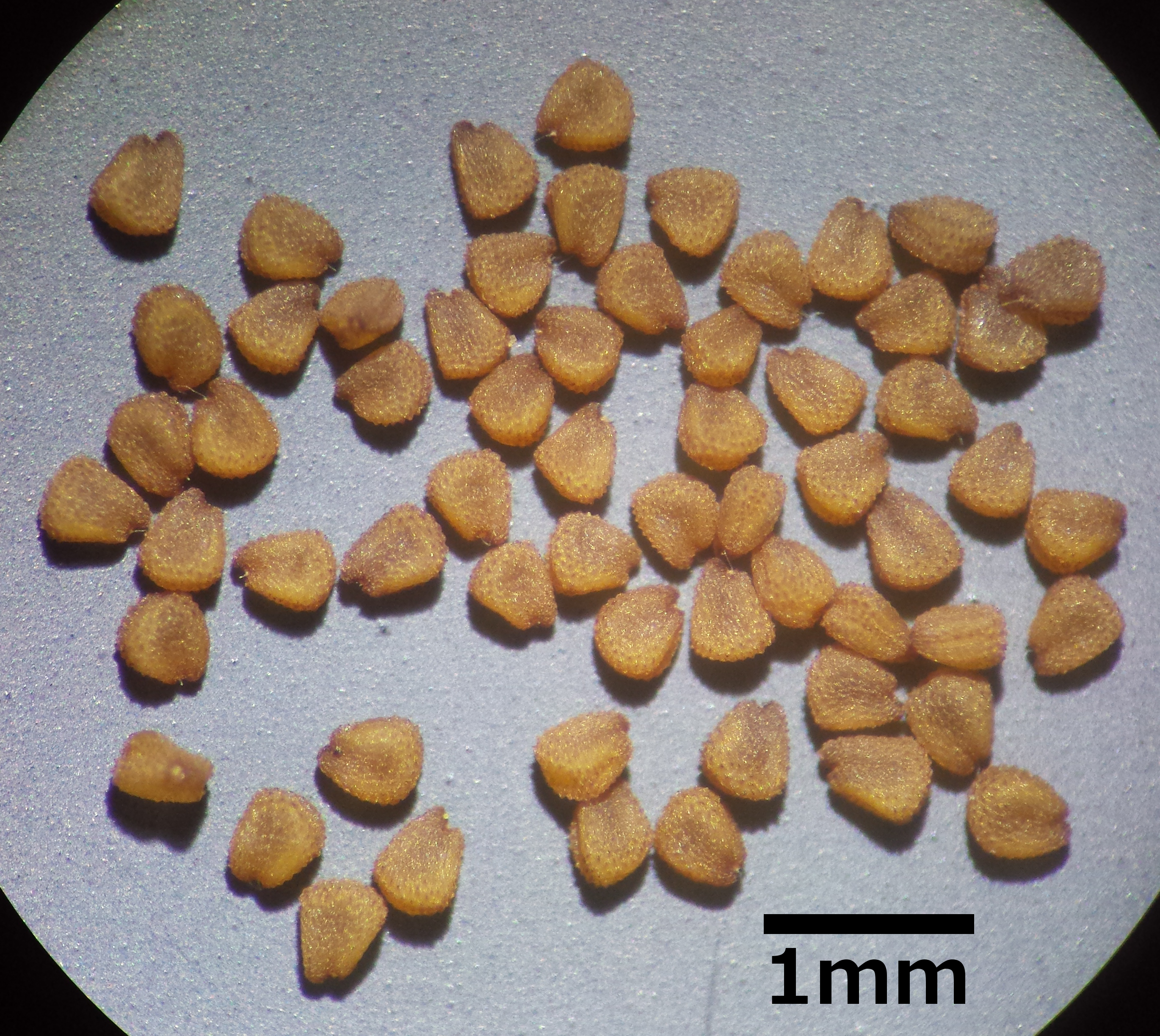
Nasiona

Gatunki podobneGatunek wyróżnia się niewielkimi rozmiarami, kwiatami 5-krotnymi, płatkami nie dłuższymi od działek i przede wszystkim szeroko obłonionymi podsadkami. Inne gatunki rogownic z Europy Środkowej jeśli mają obłonione podsadki to maksymalnie do 1/5 ich długości (słabo obłonione są zwłaszcza wyższe podsadki rogownicy drobnej C. pumilum). Rogownica drobna różni się poza tym nie odginającymi się ku dołowi szypułkami po przekwitnieniu, często 10 (czasem jednak też 5) pręcikami, zwykle nieco większą wysokością pędów.

## Systematyka
Gatunek zaliczany jest do podsekcji Leiopetala, sekcji Fugacia i podrodzaju Cerastium w obrębie rodzaju rogownica Cerastium.
W obrębie gatunku wyróżniano dwie formy różniące się kształtem płatków – f. semidecandrum ma płatki na końcu rozcięte na dwie całobrzegie łatki, f. stenopetalum (Beck) Hegi ma płatki bez wcięcia, prawie równowąskie, lub jeśli wcięte to na brzegach klap z ząbkami i wcięciami.

## Biologia i ekologia

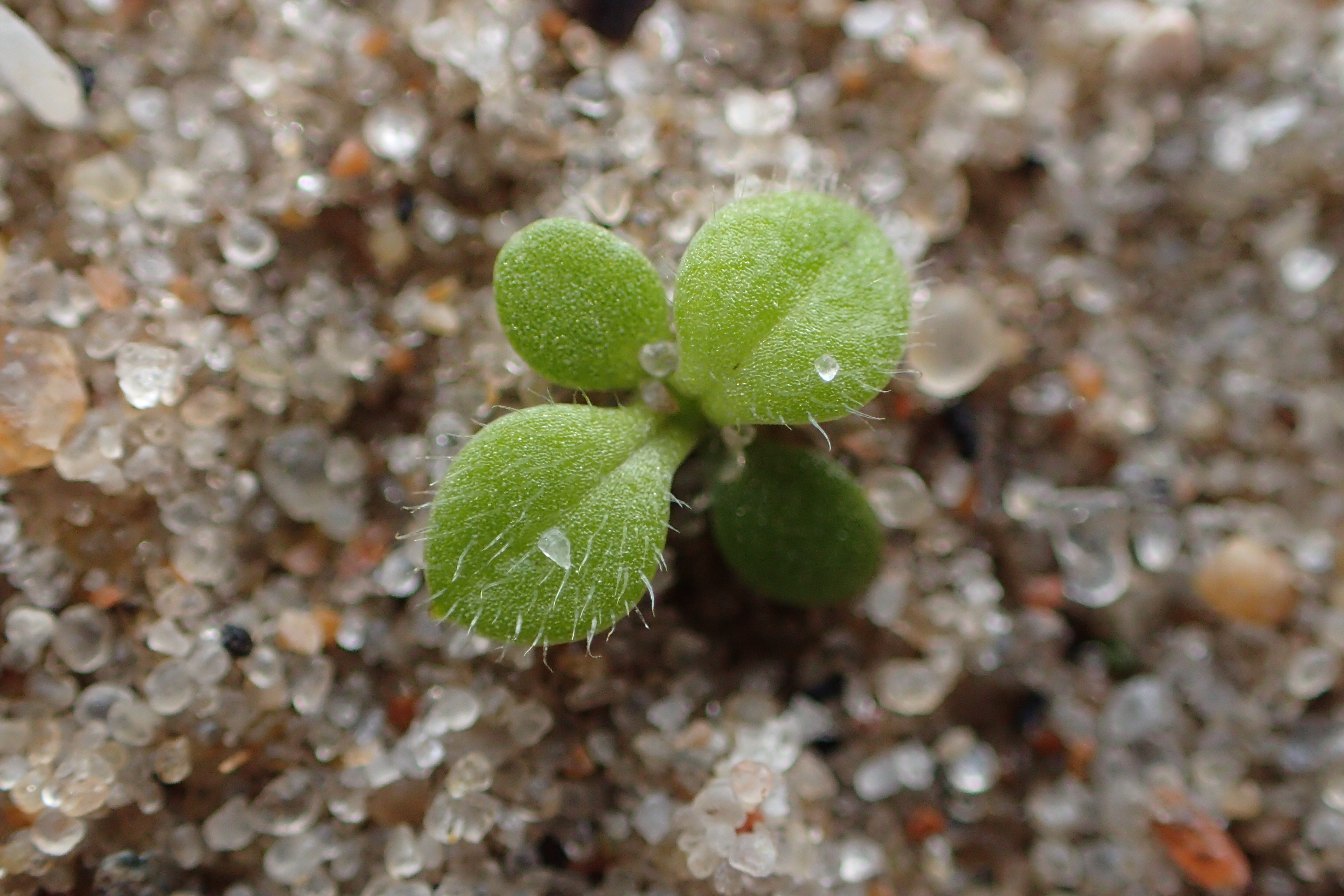
Siewka rogownicy pięciopręcikowej

Roślina jednoroczna, czasem opisywana także jako dwuletnia, co wynikać może stąd, że rosnąć może zarówno jako roślina roczna jara, jak i ozima. Kwitnie wiosną, w Europie Środkowej od marca do maja, a czasem dłużej do lipca. Kwiaty są przedprątne, zapylane przez owady (owadopylne) i samopylne. Nasiona rozsiewane są przez wiatr i zwierzęta.
Liczba chromosomów 2n = 36.
Rośnie na glebach piaszczystych i żwirowych, na suchych polach, we wszelkich murawach napiaskowych, na przydrożach, ścieżkach i wydmach. Bywa też spotykany na glebach zasolonych. Rośnie głównie na terenach nizinnych (w Ameryce Północnej do 300 m n.p.m.). W fitosocjologii jest gatunkiem charakterystycznym dla klasy zbiorowisk roślinnych Koelerio glaucae-Corynephoretea canescentis.

## Znaczenie użytkowe
W uprawach na glebach suchych i piaszczystych rośnie jako chwast. Jest zwalczany poprzez wczesną podorywkę.
Pędy rogownic przed kwitnieniem są jadalne, spożywane zwykle po ugotowaniu.